# Кожар, Илья Павлович
Илья́ Па́влович Ко́жар (21 июля [3] августа 1902 — 13 октября 1967) — советский государственный и партийный деятель. Секретарь Гомельского подпольного областного комитета КП(б) Белоруссии, командир Гомельского партизанского соединения, генерал-майор. Участник партизанского движения в Белоруссии. Герой Советского Союза (1944).

## Биография
Родился 21 июля (3) августа 1902 в деревне Малое Гальцево Могилёвской губернии Российской империи (ныне — Толочинский район, Витебская область, Республика Беларусь) в крестьянской семье. По национальности — белорус. С 1924 года работал в населённом пункте Коханово Оршанского округа. С 1926 года Илья член ВКП(б), а потом и КПСС. С 1929 года он участвует в партийной работе. С 1932 года — секретарь Брагинского, а затем первый секретарь Ветковского и Лоевского райкомов КП(б)Б. С 1940 года он на должности ответственного секретаря газеты «Гомельская правда», а с января 1941 года секретарь Гомельского обкома КП(б)Б.
Участвовал в Великой Отечественной войне с июля 1941 года. Он был одним из организаторов и руководителей подполья и партизанского движения в Белорусской ССР. Начиная с августа 1941 года — секретарь Гомельского подпольного обкома КП(б)Б. С ноября 1942 года он назначен командиром Гомельского партизанского соединения, состоящего из 6 отрядов: Гомельского, Лоевского, Речицкого, Жлобинского, Буда-Кошелёвского и Уваровичского.
Для более тесного поддержания связи с командованием партизанских отрядов, перешёл в Лоевский район, где действовал партизанский отряд «За Родину». С весны 1943 года штаб соединения Ильи Кожара находился в Речицком районе. В июле 1943 года — во время Курская битва — соединение Ильи Кожара получило директиву из Центрального штаба партизанского движения о нанесении ударов по железнодорожным путям. Партизанские отряды вышли на отведённые им участки и только за одну ночь подорвали около тысячи рельсов, пустили под откос 2 немецких эшелона и уничтожили свыше полутора сотен немецких солдат и офицеров.
Против партизанского соединения Ильи Кожара немецкое командование неоднократно принимало карательные операции. Например, в район Речицы прибыли дивизия СС и два полка полевой жандармерии. Подразделение заняло оборону на опушке леса в районе деревни Узнож. 13 июня 1943 года около этой деревни завязался ожесточенный бой, который закончился только в 9 часов вечера после очередной бесплодной попытки немцев прорваться через оборону партизан. На месте боя у деревни Узнож теперь стоит памятник-обелиск.
Постановлением Совета Народных Комиссаров СССР от 16 сентября 1943 года № 1000 — одному из десяти командиров партизанских формирований Белорусской ССР — И. П. Кожару присвоено воинское звание «генерал-майор».
10 ноября 1943 года началась Гомельско-Речицкая наступательная операция войск Белорусского фронта под командованием К. К. Рокоссовского. Главный удар наносился 65-й армией на левом крыле фронта с плацдарма у Лоева. 17 ноября 1943 года частями 65-й армии Речица была освобождена, при этом были захвачены большие трофеи и множество пленных. Командующий 65-й армией П. И. Батов отмечал, что «главная роль в этой операции была отведена соединению Ильи Кожара».
Вскоре партизанское соединение Ильи Кожара было расформировано, и около 6 тысяч партизан вошли в состав частей Белорусского фронта.
Указом Президиума Верховного Совета СССР «О присвоении звания Героя Советского Союза белорусским партизанам» от 1 января 1944 года за «образцовое выполнение правительственных заданий в борьбе против немецко-фашистских захватчиков в тылу противника и проявленные при этом отвагу и геройство и за особые заслуги в развитии партизанского движения в Белоруссии» удостоен звания Героя Советского Союза с вручением ордена Ленина и медали «Золотая Звезда» (№ 2231).
В 1943—1947 годах — секретарь Гомельского областного комитета КП(б)Б, а затем он работал в аппарате ЦК КП(б)Б. В 1947-63 годах он директор Республиканской партийной школы при ЦК КПБ, которая в 1956 году переименована в Минскую Высшую партийную школу. Член ЦК КПБ в 1952-58 годах и 1960-61 годах, а с 1961 года — член Ревизионной комиссии КПБ. В 1963 году он её председатель. Работал преподавателем истории в Белорусском государственном университете. Избирался депутатом Верховного Совета БССР 3-5 и 7-го созывов.
Проживал в Минске. Скончался 13 октября 1967 года и был похоронен в Минске.

## Награды
Награждён двумя орденами Ленина, орденом Трудового Красного Знамени и различными медалями.

## Память
- Установлена мемориальная доска на здании бывшей Минской Высшей партийной школы[2].
- В честь И. П. Кожара названа улица в Гомеле[4] и Кохановская школа Толочинского района Витебской области Беларуси[2][5].
- Установлена мемориальная доска на доме № 8 одноимённой улицы в Гомеле.
- Стела в честь И. П. Кожара установлена на Аллее Героев в Гомеле (ул. Советская)[6][7].
- Мурал с изображением И. П. Кожара на здании одноимённой улицы в Гомеле[8].